# 南田镇
南田镇，是中华人民共和国浙江省温州市文成县下辖的一个乡镇级行政单位。

## 行政区划
南田镇下辖以下地区：
南田村、横山底村、三源村、新星村、高村、叶山头村、驮湖村、梅树村、武阳村、言山村、龙上村、五源村、三甲村、新岳村、龙岙村、九都村、西垟村、岳垟村、新南村、呈段村、高民村、郑岙村、新富村、十源村、利民村、光明村、高新村、黄山村、黄曲寮村、黄垟坑村和富头村。